# К'ініч-Йо'наль-Ак II
К'ініч-Йо'наль-Ак II (1 січня 665 — 729) — ахав Йокібського царства у 687—729 роках.

## Життєпис

### Молоді роки
Син ахава Іцам-К'ан-Ака III та Сак-Мо'. Народився 9.11.12.7.2, 2 Ік' 10 Паш (1 січня 665 року). При народженні отримав ім'я Ч'ок-Кох. В день 9.12.14.10.11, 9 Чувен 9 К'анк'ін (16 листопада 686 року) відбулася передвесільна церемонія Ч'ок-Кох з Іш-Вінакхааб'-Ахав, принцеси з царства Наман. Через декілька днів помер Іцам-К'ан-Ак III. У день 9.12.14.10.16, 1 Кіб 14 Канкін (21 листопада 686 року) відбулося весілля, труп Іцам-К'ан-Ака III був присутній на ньому як почесний гість.

### Володарювання
В день 9.12.14.13.1, 7 Іміш 19 Паш (5 січня 687 року) відбулася церемонія інтронізації Ч'ок-Коха, який прийняв нове ім'я К'ініч-Йо'наль-Ак II. Значний вплив із самого початку отримала його дружина з Наманського царства.
До початку правління К'ініч-Йо'наль-Ака II ускладнюється зовнішнє становище його царства. Після смерті в 686 році канульського калоомте Йукноом-Ч'еєна II зменшується вплив в Західному регіоні Канульської держави, на союз з якою спирався Йокіб. Слідом за цим К'ініч-Йо'наль-Аку II між 690 і 692 роках довелося вести війну з Баакульським царством, яка була невдалою. В результаті цього йокібський ахав втратив вплив над невеличкими царствами Пе'туун й Анайте', а згодом вимушений залишити Лівобережжя Усумасінти.
На початку VIII ст. К'ініч-Йо'наль-Аку II вдалося здобути перемогу над царством Пакбуль (Помона), на честь цього у 702 році встановлено стелу 4. Спираючись на союз з державою Наман, йокібський цар намагався повернути втрачені позиції. У 706 році було укладено династичний шлюб з царством Вабе', ахав якого оженився на йокібській принцесі.
В день 9.14.2.11.9, 6 Мулук 7 Моль (11 липня 714 року) К'ініч-К'ан-Хой-Чітам, цар Баакуля, здійснив невідому дію перед К'ініч-Йо'наль-Аком II. Оскільки дієслово події не зберігся, сенс повідомлення неясний.
У 720-х роках розпочинається протистояння з царством Сакц'і, яке відтіснило давнього союзника К'ініч-Йо'наль-Ака II — царство Попо'. У 723 році він вимушений був визнати зверхність Сакц'і.
У 723 році розпочалася війна з Баакульським царством. В день 9.14.11.17.6, 9 Кімі 19 Сак (19 вересня 723 року) від баакульського військовика Чак-Сууц'а зазнав поразки Таах-Чіха, ахав Лаля, васал К'ініч-Йо'наль-Ака II. В день 9.14.13.11.2, 7 Ік' 5 Сек (7 травня 725 року) було спустошено область К'іна. 10 чи 11 травня 725 року Сууц Чак приніс в жертву Ні'-Сак-Майя, сахаля К'ініч-Йо'наль-Ака II. В результаті цих поразок деякі області Лівобережжя Усумасінти, раніше підконтрольні Йокібу, відійшли до Баакуля.
До кінця правління К'ініч-Йо'наль-Ака II загострюються відносини з Па'чанським царством. В день 9.14.14.9.18, 5 Ец'наб 16 Сіп (8 квітня 726 року) він захопив в полон Сак-…, одного з сахалей па'чанського царя Іцамнаах-Б'алама III.
Остання дата часів царювання К'ініч-Йо'наль-Ака II відповідає дню 9.14.17.14.17, 1 Кабан 0 Моль (30 червня 729 року), була пов'язана зі шлюбом з баакульською принцесою. Тоді між Йокіб і Баакулєм було укладено мир, скріплений шлюбною угодою. Дата смерті йокібського ахава невідома, він помер незабаром після шлюбної церемонії, оскільки в листопаді того ж року на трон зійшов Іцам-К'ан-Ак IV.
Є всі підстави вважати, що цар був похований в «Поховання 5» — пишній гробниці, виявленій у дворі перед «Будовою J-5», яка є частиною Західного Акрополя.

### Будівництво
Центр ритуальної активності у столиці остаточно переміщається з південного в північно-західну частину П'єдрас-Неграс. Всі 8 стел цього правителя були встановлені в рядок нижче Будівлі J-4, царського палацу в Західному Акрополі. На них відзначені закінчення п'ятиріччя в проміжку між 687 і 726 роками.